# Fecht (Fluss)
Die Fecht ist ein gut 49 km langer linker Zufluss der Ill im  Münstertal im französischen Département Haut-Rhin. Sie entwässert in nordöstlicher Richtung.

## Name
Mittelalterliche urkundliche Nennungen der Fecht sind:
- 772 in Fachinam (unsicher, ob dieser Fluss gemeint ist)
- 823 in Fachinam
- 865 super fluvium Phachina
- 12. Jh. Vaconna
- 1291 zwischen der Vechennen ...
- 14. Jh. uf der vechenen
- 1365 ginsit der Vechen (und weitere Belege dieser Form)
- 1560 vff die alt vächt

Der Name leitet sich vom althochdeutschen Wort fah ab, einer Umzäunung im Wasser für den Fischfang.

## Geographie

### Quellbäche
Der offizielle Ursprung der Fecht, laut der französischen Gewässerdatenbank sandre.fr, befindet sich im Quellgebiet der Großen Fecht, zwischen den Vogesengipfeln Lauchenkopf (1340 m) und Breitfirst (1280 m), im Gemeindegebiet von Metzeral.
Spätestens ab dem Ort Munster führt der Fluss durchgängig den Namen Fecht.

#### Große Fecht

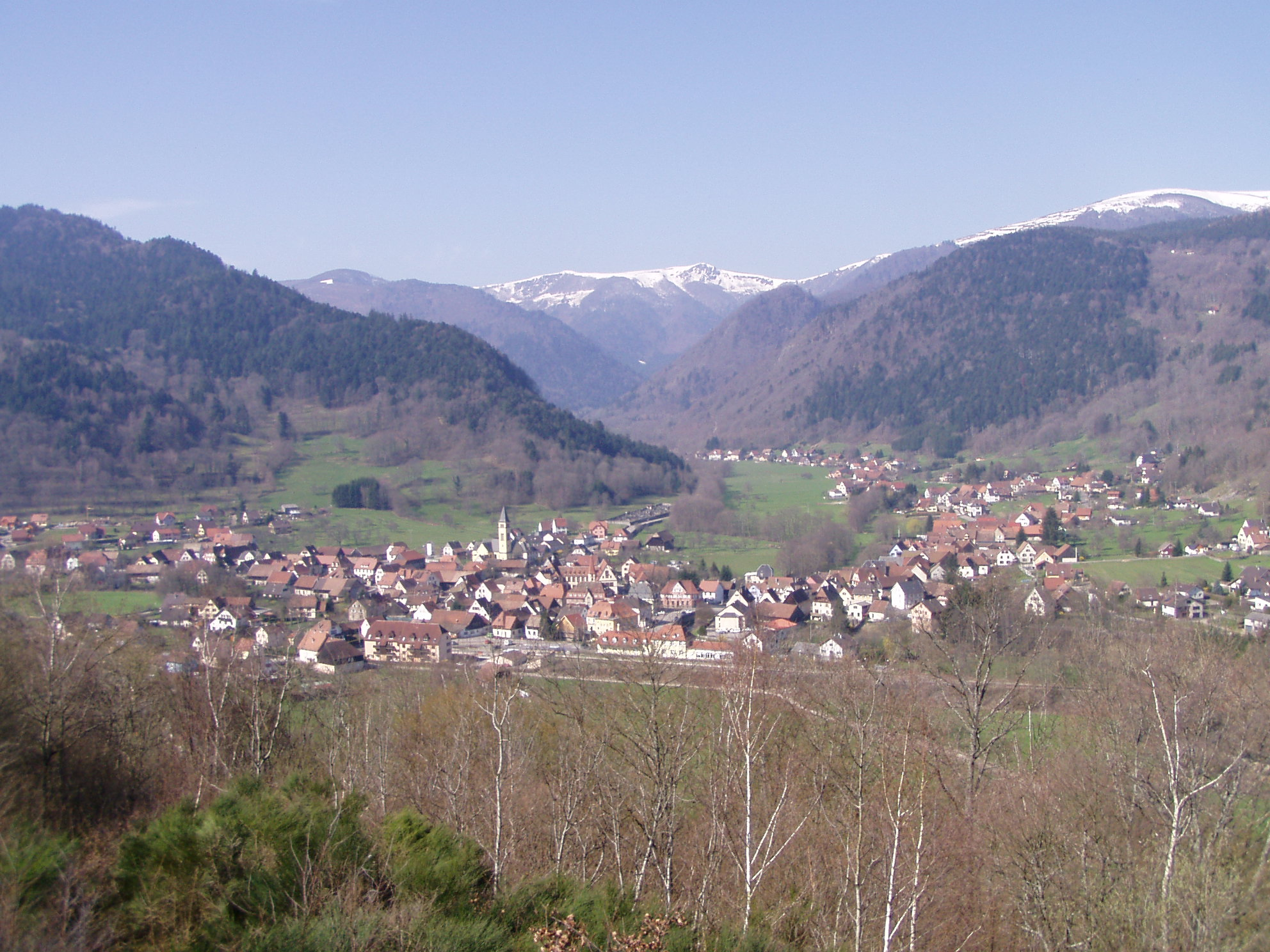
Typische Tallandschaft der Großen Fecht (bei Metzeral)

Die Große Fecht, frz. Grande Fecht, entsteht aus dem Zusammenfluss von Schweiselrunz (1,8 km) und Salzbach nordöstlich vom Schweiselwald. Sie hat eine Länge von etwa 13,7 km, ein Einzugsgebiet von 97,6 km² und einen mittleren Abfluss (MQ) von 2,85 m³/s.
Das Talsystem der Großen Fecht (Mittlacher Tal) ist durch Gletscher der letzten Eiszeiten in typischer Trogtal-Form profiliert worden.
Nebenflüsse der Großen Fecht
Pfahlrunz (links, 2,0 km), Troeselrunz (rechts, 2,6 km), Saurunz (rechts, 1,6 km), Kolbenfecht (links, 4,6 km), Giesenbachrunz (rechts), Wormsabachrunz (links, 4,1 km), Hoellenrunz (rechts), Braunbach (links), Fecht, Breitenbachrunz (rechts, 3,2 km), Furch (rechts, 5,2 km), Eschbach-Au-Val (rechts)

#### Sondernacher Fecht
Die Fecht des Sondernacher Tals entspringt östlich vom Fauchenkopf und vereinigt sich nach einer Fließstrecke von 7,3 km bei Metzeral mit der hier kaum mehr Wasser führenden Großen Fecht. Sie hat ein Einzugsgebiet von 26,0 km² und einen mittleren Abfluss (MQ) von 0,7 m³/s.
Nebenflüsse der Sondernacher Fecht
Rodies (links), Langenfeldrunz (rechts), Storchenrunz (rechts), Oderbach (links), Landersbach (rechts)

#### Kleine Fecht

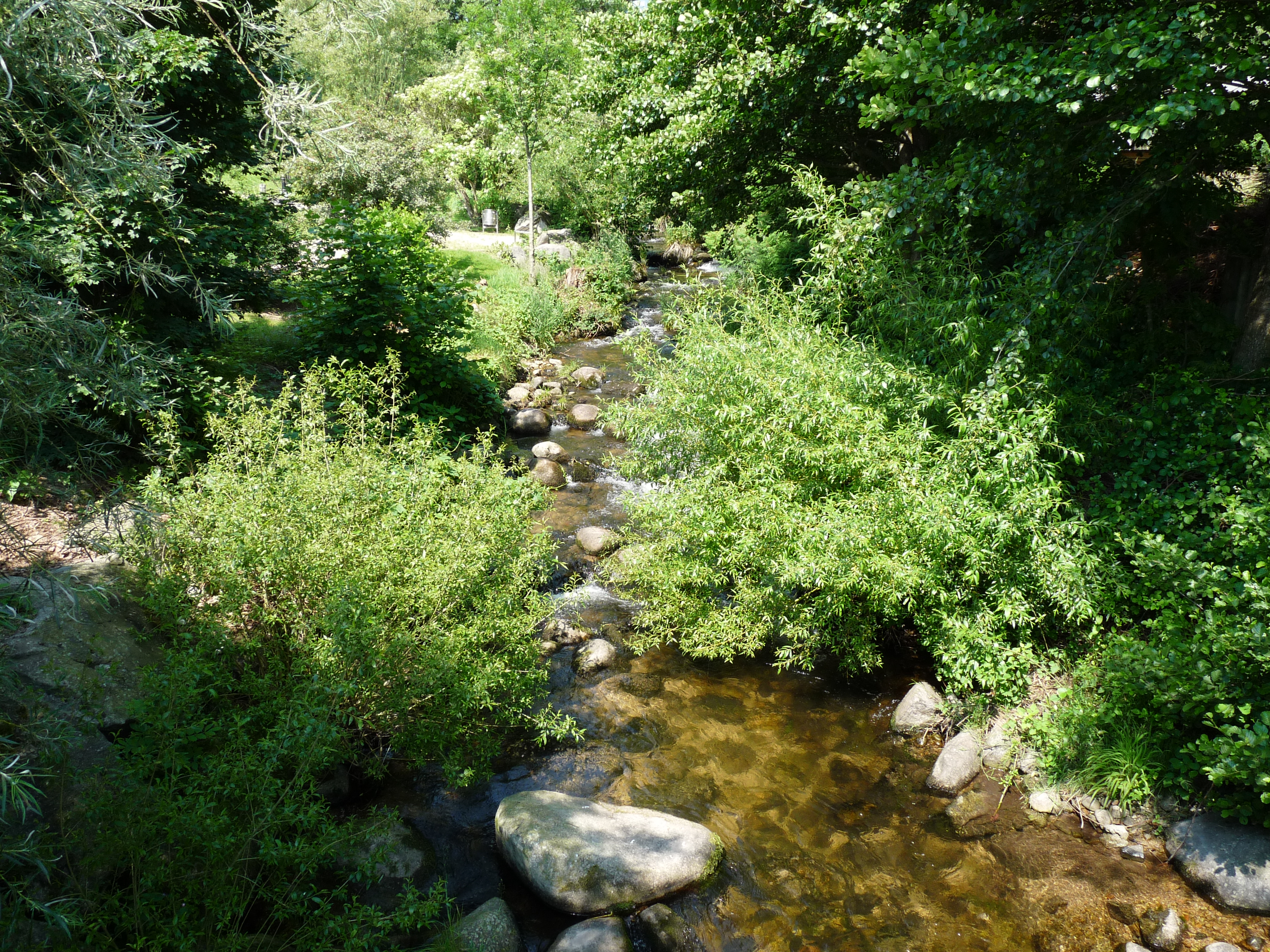
Die Kleine Fecht in Stosswihr

Die Kleine Fecht, frz. Petite Fecht, entspringt in mehreren steilen Talkesseln zwischen dem Hohneck und dem Col de la Schlucht. Sie hat eine Länge von 11 km und fließt bei der Kleinstadt Munster mit der Großen Fecht zusammen. Sie hat ein Einzugsgebiet von 51,2 km² und einen mittleren Abfluss (MQ) von 1,47 m³/s.
Nebenflüsse der Kleinen Fecht
Schluchtrunz (linker Quellbach), Hundsmissbach (rechter Quellbach), Hellenrunzbach (rechts), Altenbach (rechts), Schweinbachrunz (links), Sattelrunz (rechts), Kleintalbach (links), Widenthalrunz (rechts), Langenbach (links), Walsbach (links)

### Verlauf
Die vereinigte Fecht verläuft zunächst in östlicher Richtung. Nördlich von Soultzbach-les-Bains fließt ihr auf ihrer rechten Seite der Krebsbach zu. Die Fecht wendet sich nordostwärts und fließt südlich an Wihr-au-Val vorbei. An Walbach und Zimmerbach läuft sie südlich vorbei und wird jeweils auf ihrer linken Seite von den gleichnamigen Bächen gespeist. In sanften Bögen führt ihr Lauf sie in Richtung Turckheim. Dort wird sie von links von dem aus dem Nordwesten kommenden Rotbach verstärkt. Sie passiert die Stadt, danach die Ortschaft Ingersheim und wechselt dann ihre Richtung nach Norden. Östlich von Sigolsheim mündet die Weiss, ihr größter Nebenfluss. Der Weg der Fecht führt nun links an Houssen vorbei. Flussabwärts fließt ihr der Sembach und in Ostheim der Lauenbach sowie der Altenbach zu, später in Richtung Guémar noch der Strengbach. Die Fecht läuft südlich an Guémar entlang und wird dort vom Lohbach und anschließend vom Muehlbach gespeist. Danach biegt sie nach Osten ab, nimmt auf ihrer rechten Seite noch das Breitbrunnewasser auf und mündet schließlich bei Illhaeusern in die Ill.
Nahe Turckheim wird Wasser durch den im 18. Jahrhundert erbauten Canal du Logelbach für die Bewässerung von Colmar abgezweigt.

### Zuflüsse und Abzweigungen
Zu den Zuflüssen der Fecht gehören bachabwärts betrachtet mit orographischer Zuordnung, Längenangaben in km, Einzugsgebietsgröße in km², mittlerer Abfluss (MQ) in m³/s:
- Heidenbach (links), 1,4 km
- Kalbach (links), 1,3 km
- Gunsbach (links)
- Krebsbach (rechts), 9,1 km, 24,5 km², 0,31 m³/s
- Walbach (Winkelbach) (links)
- Zimmerbach (links)
- Rotenbach (links)
- Logelbach (rechte Abzweigung), durchquert Colmar und mündet in zwei Arme aufgespalten in die Lauch
- Weidbach (links)

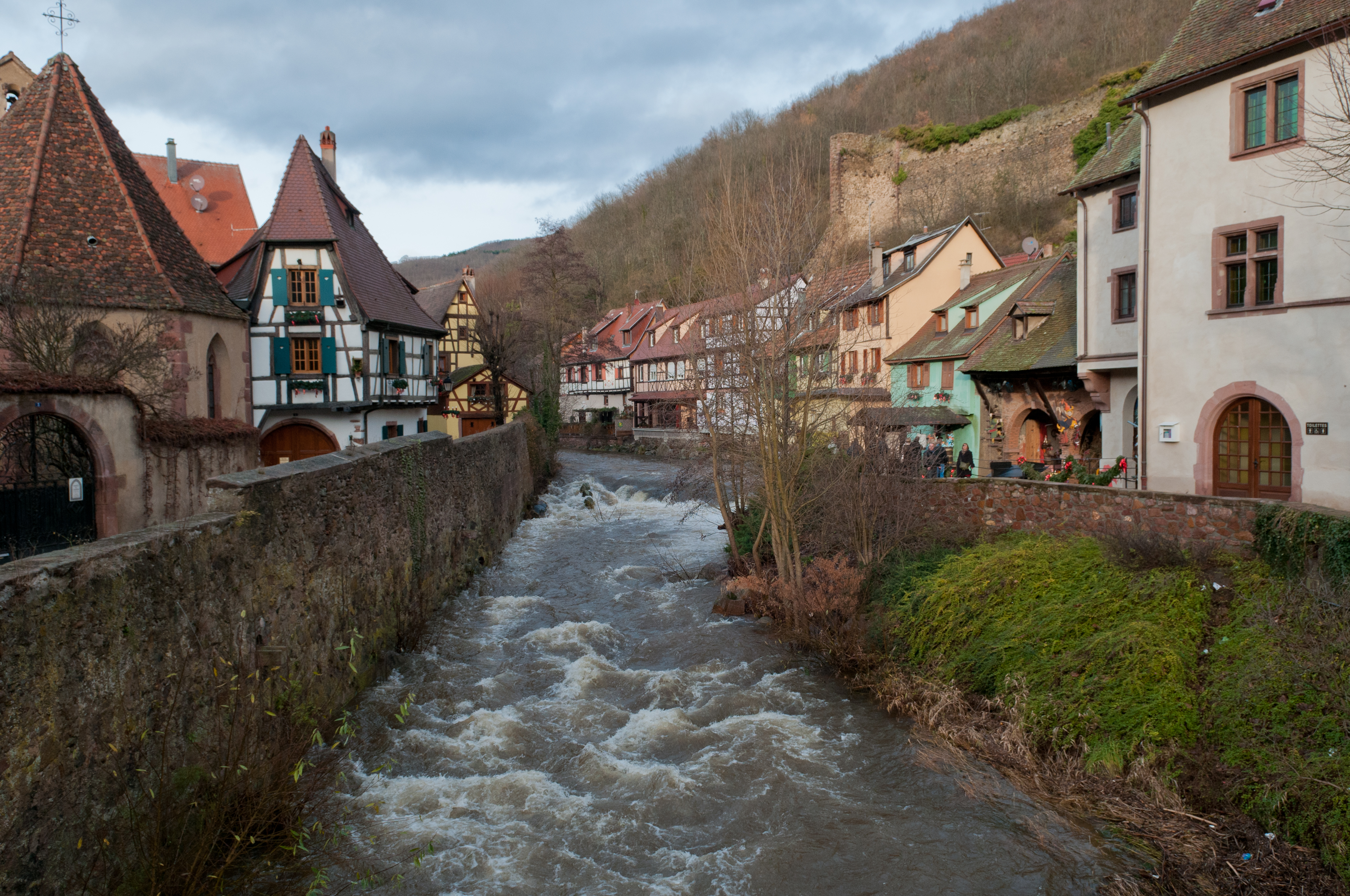
Die Weiss

- Weiss (links), 24,3 km, 169,3 km², 2,99 m³/s
- Sembach (links), 10,6 km
- Lauenbach (links)
- Altenbach (links), 7,3 km
- Strengbach (links), 17,3 km, 39,6 km², 0,47  m³/s
- Lohbach (links)
- Muehlbach (links), 2,8 km
- Breitbrunnewasser (rechts), 5,5 km

### Orte am Fluss
- Metzeral
- Munster
- Turckheim
- Ingersheim
- Illhaeusern
- Gunsbach

## Hydrologie
An der Mündung der Fecht in die Ill beträgt die mittlere Abflussmenge (MQ) 6,94 m³/s; das Einzugsgebiet umfasst hier 545,3 km².
Für die Fecht am Pegel Ostheim wurde über einen Zeitraum von 39 Jahren (1972–2010) die durchschnittliche jährliche Abflussmenge berechnet. Das Einzugsgebiet dieser Stelle (447 km²) entspricht etwa 82 % des gesamten Einzugsgebietes.
Die Abflussmenge schwankt im Lauf des Jahres recht stark. Die höchsten Wasserstände werden in den Monaten Dezember bis März gemessen. Ihren Höchststand erreicht die Abflussmenge mit 12,00 m³/s im März. Der niedrigste Stand wird im September erreicht mit 2,04 m³/s.